# Where Myth Fades to Legend
Albums de Alesana
On Frail Wings of Vanity and Wax
(2006) The Emptiness
(2010)
Where Myth Fades To Legend est le deuxième album complet du groupe de metalcore Alesana. 
Sa sortie a été annoncée sur le site Myspace de Shawn Milke le 24 février 2008 et est sorti en juin 2008.
Comme leur album précédent, la majorité des chansons est rattachée aux fables et aux histoires préférées des membres. 
L'album a été produit par Steve Evetts et a été enregistré à Los Angeles, Californie. 
La chanson Seduction est le premier morceau créé pour Where Myth Fades To Legend. 
La musique A Most Profound Quiet a été mise en ligne sur leur page MySpace. Seduction a été divulguée sur Internet avec le titre Subscription sur la compilation de Warped Tour 2008.

## Liste des titres
1. This Is Usually The Part Where People Scream - 3:46
2. Goodbye, Goodnight, For Good - 3:32
3. Seduction - 4:46
4. A Most Profound Quiet - 3:17
5. Red And Dying Evening 3:28
6. Better Luck Next Time, Prince Charming - 3:20
7. The Uninvited Thirteenth - 3:40
8. Sweetheart, You Are Sadly Mistaken - 5:22
9. And They Call This Tragedy - 3:43
10. All Night Dance Parties In The Underground Palace - 3:18
11. Endings Without Stories - 3:59
12. As You Wish - 3:26
13. Obsession Is Such An Ugly Word - 5:56

Version étendue
- Le format CD offre 13 titres avec un disque étendu qui inclut des bonus vidéo, le "making of" de l'album et plus.

1. Obsession Is Such An Ugly Word (video live)
2. This Is Usually The Part Where People Scream (video live)
3. The Uninvited Thirteenth (video live)
4. This Conversation Is Over (video live)
5. The Making of The Album (documentaire de 10 minutes)

## Anecdotes
- Le titre de la chanson This is Usually the Part Where People Scream serait une paraphrase de la série télévisée Heroes, quand Sylar s'adresse à Isaac Mendez avant de le tuer[réf. nécessaire].
- L'intro de As You Wish est la même que celle de Sweetheart, You are Sadly Mistaken, sans l'accord Dm.
- La fin de Obsession is such an ugly word n'est pas coupée pour une raison inconnue.

## Musiciens
- Dennis Lee - Chant
- Shawn Milke - Chant/Guitare/Piano
- Patrick Thompson - Guitare
- Adam Ferguson - Guitare/Chant
- Jeremy Bryan - Batterie
- Shane Crump- Basse